# تورسکو مو کلنیا
تورسکو مو کلنیا (به لاتین: Tursko Małe-Kolonia) یک منطقهٔ مسکونی در لهستان است که در Gmina Połaniec واقع شده‌است.

## خصوصیات
تورسکو مو کلنیا ۱۵۳٫۴ متر بالاتر از سطح دریا واقع شده‌است.